# Lycaena obliterata
Lycaena obliterata är en fjärilsart som beskrevs av Samuel Hubbard Scudder 1889. Lycaena obliterata ingår i släktet Lycaena och familjen juvelvingar. Inga underarter finns listade i Catalogue of Life.